# Lobatolampea tetragona
Lobatolampea tetragona is een soort in de taxonomische indeling van de ribkwallen (Ctenophora). 
De kwal behoort tot het geslacht Lobatolampea en behoort tot de familie Lobatolampeidae. De wetenschappelijke naam van de soort werd voor het eerst geldig gepubliceerd in 2000 door Horita.